# Seno (trigonometría)
En matemática, el seno es una de las seis funciones trigonométricas, llamadas también funciones circulares; es una función real e impar cuyo dominio es {\displaystyle \mathbb {R} } (el conjunto de los números reales) y cuyo codominio es el intervalo cerrado {\displaystyle [-1,1]}:

{\displaystyle {\begin{array}{rrcl}\sin :&\mathbb {R} &\longrightarrow &[-1,1]\\&x&\longmapsto &\sin(x)\end{array}}}

se denota {\displaystyle f(x)=\sin(x)} para todo {\displaystyle x\in \mathbb {R} }. El nombre se abrevia a veces como sen en la forma española y sin en las formas latina e inglesa.

## Etimología
El astrónomo y matemático indio Aria Bhatta (476–550 d. C.) estudió el concepto de «seno» con el nombre sánscrito de ardhá-jya, siendo अर्ध ardha: «mitad, medio», y ज्या jya: «cuerda»). Cuando los escritores árabes tradujeron estas obras científicas al árabe, se referían a este término como جِيبَ jiba . Sin embargo, en el árabe escrito se omiten las vocales, por lo que el término quedó abreviado jb. Escritores posteriores que no sabían el origen extranjero de la palabra creyeron que jb era la abreviatura de jiab (que quiere decir «bahía», «cavidad» o «seno»).
A finales del siglo XII, el traductor italiano Gerardo de Cremona (1114-1187) tradujo estos escritos del árabe al latín reemplazando el insensato jiab por su contraparte latina sinus (‘hueco, cavidad, bahía, seno’).
Luego, ese sinus se convirtió en el español «seno».
Según otra explicación,[cita requerida] la cuerda de un círculo se denomina en latín inscripta corda o simplemente inscripta. La mitad de dicha cuerda se llama semis inscriptae. Su abreviatura era s. ins., que terminó simplificada como sins. Para asemejarla a una palabra conocida del latín se la denominó sinus.

## Definición

El seno de α es la razón

En trigonometría, el seno de un ángulo {\displaystyle \alpha \,} de un triángulo rectángulo se define como la razón entre el cateto opuesto a dicho ángulo y la hipotenusa:

{\displaystyle \sin \alpha ={\frac {a}{c}}={\frac {BC}{AB}}}

Esta razón no depende del tamaño del triángulo rectángulo escogido sino que es una función dependiente del ángulo {\displaystyle \alpha .}
Si {\displaystyle B} pertenece a la circunferencia goniométrica, es decir, la circunferencia de radio uno con {\displaystyle O=A} se tiene:
{\displaystyle \sin \alpha =a=BC\,}
Ya que {\displaystyle c=AB=1}.
Esta construcción permite representar el valor del seno para ángulos agudos (no obtusos) y funciona exactamente igual para los vectores, representando un vector {\displaystyle {\vec {AB}}} mediante su descomposición en los vectores ortogonales {\displaystyle {\vec {AC}}} y {\displaystyle {\vec {CB}}}.

## Relaciones trigonométricas
El seno puede relacionarse con otras funciones trigonométricas mediante el uso de identidades trigonométricas.
El seno es una función impar, es decir:
{\displaystyle \sin \;(-x)=-\sin(x)}
El seno es una función periódica de periodo {\displaystyle 2\pi },
| {\displaystyle \sin \;\alpha =\;\;\;\sin \;(\alpha +2k\pi ),\;\;k\in \mathbb {Z} }                                                          |
| Por inducción ya que aplicando un número par de veces {\displaystyle \sin \;\alpha =-\sin(\alpha +\pi )} se llega a todos los valores de k. |

### En función del coseno
La curva del coseno es la curva del seno desplazada {\displaystyle {\frac {\pi }{2}}} a la izquierda dando lugar a la siguiente expresión:
{\displaystyle \sin \alpha =\cos \left(\alpha -{\frac {\pi }{2}}\right)}
Además, como la función coseno comparte la misma periodicidad {\displaystyle 2\pi }, es posible generalizar a:
{\displaystyle \sin \alpha =\cos \left(\alpha +{\frac {(4k+1)\pi }{2}}\right),\quad k\in \mathbb {Z} }
Como {\displaystyle \sin ^{2}\alpha +\cos ^{2}\alpha =1}, despejando {\displaystyle \sin {\alpha }} se obtiene:
{\displaystyle |\sin \alpha |={\sqrt {1-\cos ^{2}\alpha }}}

### En función de la tangente
{\displaystyle \sin \alpha ={\cfrac {\sin \alpha }{1}}\cdot {\cfrac {\cfrac {1}{\cos \alpha }}{\cfrac {1}{\cos \alpha }}}={\cfrac {\cfrac {\sin \alpha }{\cos \alpha }}{\cfrac {1}{\cos \alpha }}}={\cfrac {\tan \alpha }{\sec \alpha }}}
Podemos agregar que {\displaystyle \sin \alpha \cdot \sec \alpha =\tan \alpha },
y continuando {\displaystyle \sec ^{2}\alpha =1+\tan ^{2}\alpha }, despejando y reemplazando {\displaystyle \sec \alpha } se obtiene:
{\displaystyle \sin \alpha ={\cfrac {\tan \alpha }{\sec \alpha }}={\cfrac {\tan \alpha }{\sqrt {1+\tan ^{2}\alpha }}}}

### En función de la cotangente
Sabiendo que {\displaystyle \sin \alpha ={\frac {1}{\csc \alpha }}}, y que {\displaystyle \csc ^{2}\alpha =1+\cot ^{2}\alpha }, entonces:
{\displaystyle \sin \alpha ={\cfrac {1}{\csc \alpha }}={\cfrac {1}{\sqrt {1+\cot ^{2}\alpha }}}}

### En función de la secante
{\displaystyle \sin \alpha ={\cfrac {\tan \alpha }{\sec \alpha }}}
Como {\displaystyle \sec ^{2}\alpha =1+\tan ^{2}\alpha }, despejando y reemplazando {\displaystyle \tan \alpha } se obtiene:
{\displaystyle \sin \alpha ={\cfrac {\tan \alpha }{\sec \alpha }}={\cfrac {\sqrt {\sec ^{2}\alpha -1}}{\sec \alpha }}}

### En función de la cosecante
El seno y la cosecante son inversos multiplicativos:
{\displaystyle \sin \alpha ={\cfrac {1}{\csc \alpha }}} 

### Seno de la suma de dos ángulos
| {\displaystyle \sin \left(\alpha +\beta \right)=\sin \alpha \cos \beta +\cos \alpha \sin \beta } {\displaystyle \sin \left(\alpha -\beta \right)=\sin \alpha \cos \beta -\cos \alpha \sin \beta } |
| La demostración está en la sección de identidades trigonométricas. |

### Seno del ángulo doble
| {\displaystyle \sin \left(2\alpha \right)=2\sin \alpha \cos \alpha }                                                                                          |
| Como: {\displaystyle \sin \left(\alpha +\beta \right)=\sin \alpha \cos \beta +\cos \alpha \sin \beta } Bastará con el cambio {\displaystyle \beta =\alpha \,} |

### Seno del ángulo mitad
| {\displaystyle \sin \left({\frac {\alpha }{2}}\right)={\begin{cases}{\sqrt {\frac {1-\cos \alpha }{2}}}&{\text{ si }}{\frac {\alpha }{2}}\in [2k\pi ,(2k+1)\pi )\\-{\sqrt {\frac {1-\cos \alpha }{2}}}&{\text{ si }}{\frac {\alpha }{2}}\in [(2k+1)\pi ,2(k+1)\pi )\end{cases}}\;,{\text{ para }}k\in \mathbb {Z} } |
| Usando las fórmulas: {\displaystyle \sin ^{2}\theta +\cos ^{2}\theta =1\,} y {\displaystyle \cos \left(2\theta \right)=\cos ^{2}\theta -\sin ^{2}\theta } resulta: {\displaystyle \cos \left(2\theta \right)=1-2\sin ^{2}\theta } y aislando {\displaystyle \sin \theta }: {\displaystyle \vert \sin \theta \vert ={\sqrt {\frac {1-\cos(2\theta )}{2}}}} El cambio {\displaystyle \theta ={\frac {\alpha }{2}}} corrige el ángulo y se extrae el valor absoluto con signo del seno: {\displaystyle 0<\sin {\frac {\alpha }{2}}\;\;\;\;\;{\text{si}}\;\;\;{\frac {\alpha }{2}}\in [0,\,\pi )+2k\pi ,} {\displaystyle 0>\sin {\frac {\alpha }{2}}\;\;\;\;\;{\text{si}}\;\;\;{\frac {\alpha }{2}}\in [\pi ,\,2\pi )+2k\pi } donde {\displaystyle k\in \mathbb {Z} }. |

### Suma de senos como producto
| {\displaystyle \sin a+\sin b=2\sin \left({\frac {a+b}{2}}\right)\cos \left({\frac {a-b}{2}}\right)} {\displaystyle \sin a-\sin b=2\cos \left({\frac {a+b}{2}}\right)\sin \left({\frac {a-b}{2}}\right)} |
| Usando seno de la suma de dos ángulos y con el cambio {\displaystyle a=\alpha +\beta ,b=\alpha -\beta } se tiene: {\displaystyle \sin a=\sin \left({\frac {a+b}{2}}\right)\cos \left({\frac {a-b}{2}}\right)+\cos \left({\frac {a+b}{2}}\right)\sin \left({\frac {a-b}{2}}\right)} {\displaystyle \sin b=\sin \left({\frac {a+b}{2}}\right)\cos \left({\frac {a-b}{2}}\right)-\cos \left({\frac {a+b}{2}}\right)\sin \left({\frac {a-b}{2}}\right)} Luego sumando o restando según convenga salen ambas ecuaciones. |

### Producto de senos como suma
| {\displaystyle \sin(\alpha )\sin(\beta )=\sin ^{2}\left({\frac {\alpha -\beta }{2}}\right)-\sin ^{2}\left({\frac {\alpha +\beta }{2}}\right)=\cos ^{2}\left({\frac {\alpha +\beta }{2}}\right)-\cos ^{2}\left({\frac {\alpha -\beta }{2}}\right)} {\displaystyle \sin(\alpha )\sin(\beta )={\frac {1}{2}}\left(\cos(\alpha -\beta )-\cos(\alpha +\beta )\right)} |
| Para la ecuación inferior: aplicando las ecuaciones de coseno de la suma de dos ángulos y restando ambos términos, resulta la ecuación superior. |

### Potencias de senos
- {\displaystyle \sin ^{2}x={\frac {1}{2}}(1-\cos 2x)}

- {\displaystyle \sin ^{3}x={\frac {1}{4}}(3\sin x-\sin 3x)}

## Análisis matemático

### Definición
La función seno puede definirse mediante un sistema de dos ecuaciones diferenciales ordinarias:
{\displaystyle dx/dt=y}
{\displaystyle dy/dt=-x}
si la condición inicial es (0,1) entonces su solución es {\displaystyle x=\sin(t)} e {\displaystyle y=\cos(t)}.

### Derivada
{\displaystyle \sin 'x=\cos x\,}
- Observación: {\displaystyle \sin 'x=\sin \left(x+{\frac {\pi }{2}}\right)}.

### Como serie de Taylor
El seno como Serie de Taylor en torno a a = 0 es:
{\displaystyle {\begin{aligned}\sin x&=x-{\frac {x^{3}}{3!}}+{\frac {x^{5}}{5!}}-{\frac {x^{7}}{7!}}+\cdots \\\\&=\sum _{n=0}^{\infty }{\frac {(-1)^{n}x^{2n+1}}{(2n+1)!}}\\\end{aligned}}}

### Propiedades
- Es una  función continua en todo su dominio de definición.
- Es una función trascendente pues no se puede expresar mediante una función algebraica, sea entera, racional o irracional.
- El seno es una función analítica, esto es, que tiene derivada continua de cualquier orden.
- Tiene una infinidad contable de ceros, donde corta al eje X.
- Tiene una infinidad contable de valor máximo = 1; igual cantidad contable de valor mínimo = -1.
- Tienen infinidad contable  de puntos de inflexión.
- Su gráfica es cóncava (hacia abajo) en {\displaystyle [2k\pi ,(2k+1)\pi ]}
- Su gráfica es convexa (hacia arriba) en {\displaystyle [(2k+1)\pi ,2(k+1)\pi ]} [8]

## Análisis complejo
En el plano complejo a través de la fórmula de Euler se tiene que:
| {\displaystyle {\sin }\ (z)={\frac {e^{iz}-e^{-iz}}{2i}}} |
| Dada la fórmula de Euler: {\displaystyle e^{iz}={\cos }\ (z)+i{\sin }\ (z)} donde {\displaystyle e} es la base del logaritmo natural, e {\displaystyle i} es la unidad de los números imaginarios. Mediante las identidades del senos y cosenos aplicado a {\displaystyle e^{-iz}} se tiene también que: {\displaystyle e^{-iz}={\cos }\ (-z)+i{\sin }\ (-z)=} {\displaystyle {\cos }\ (z)-i{\sin }\ (z)} Restando la segunda ecuación a la primera se tiene: {\displaystyle e^{iz}-e^{-iz}=2i{\sin }\ (z)} de donde despejando el seno se obtiene lo que se quiere. |

## En programación
Gran parte de los lenguajes de programación tienen la función seno en sus librerías.
La mayoría de los modelos de calculadoras están configurados y aceptan el valor de un ángulo cualquiera en los tres sistemas estándares de referencia angular: grados sexagesimales, grados centesimales y radianes.
Ejemplos:
Seno de 45 grados   = 0,7071
Seno de 45 radianes = 0,8509.
Obsérvese que la diferencia entre ambos valores resultantes podría pasar desapercibida. Es necesario, entonces, pasar los grados a radianes o viceversa. Nótese que el símbolo π es el número Pi. Ejemplo de conversiones:
Rad = Deg * π/180
Deg = Rad * 180/π.
La comprobación del modo en curso de una calculadora se hace con valores conocidos: {\displaystyle \pi } y 90°:
{\displaystyle \sin \pi =0} en caso del modo de radianes activo.
{\displaystyle \sin 90=1} en caso del modo de grados sexagesimales activo.

## Representación gráfica